# Teoria irrefutável
Teoria irrefutável é uma falácia que consiste em apontar teorias que não podem ser testadas. Uma proposição que não pode ser testada e refutada não possui valor cientifico.

## Exemplos
- Ganhei na loteria porque Deus quis.
  - Mas o evento em questão não acontece em sucessivas tentativas ou ocorre por outras causas.